# Weißes Venn
Der Landschaftsraum Weißes Venn ist ein Landschaftsschutzgebiet bei Reken im Kreis Borken. Zusammen mit der Geisheide bildet es das Naturschutzgebiet Weißes Venn – Geisheide.

## Allgemeines
Das Weiße Venn war ursprünglich eines der größten zusammenhängenden Moorgebiete im Münsterland. Heute besteht das Gebiet aus kleinteilig strukturierten, überwiegend landwirtschaftlich geprägten Arealen mit Äckern, Weiden, Hecken, Baumreihen und Einzelhöfen mit durch Sandabbau entstandenen großen Baggerseen.
Aufgrund der hauptsächlich im 19. Jahrhundert begonnenen Siedlung und Landwirtschaft verbunden mit Rohstoffabbau und Verkehr war das Weiße Venn großen landschaftlichen Veränderungen unterworfen. Mit dem Projekt Weißes Venn: Auf dem Weg in die Zukunft sollen Leitlinien zum Erhalt und Schutz natürlicher Landschaften erarbeitet werden, um konkrete Maßnahmen in den Bereichen Flächenmanagement, Naturschutz, Erschließung, Energie, Rohstoffe und Tourismus umzusetzen.

## Flora und Fauna
Das Gebiet besteht aus ausgedehnten Sumpf-, Moor- und Heidelandschaften. Ein Teil der Moore wurde mittlerweile abgetorft. Im südwestlichen Teil grenzt das Weiße Venn an Zwergstrauchheiden der Geisheide, in denen sich hauptsächlich Glocken-Heiden und Besenheiden finden. Die nordwestlichen, westlichen und östlichen Gebiete bestehen vorrangig aus feuchten Grünlandflächen und Stillgewässern; das Areal ist Teil des Truppenübungsplatzes Borkenberge. Im Nordosten finden sich nährstoffreiche Torfvennteiche, die von Karpfen bewohnt werden. Darüber hinaus befinden sich dort Schilf-, Rohrkolben- und Igelkolbenröhrichte sowie Seggenriede.
Das Weiße Venn ist aufgrund seiner seltenen Moorlandschaften Lebensraum für verschiedene Tier- (Moorfrosch, Blaukehlchen, Ziegenmelker, Heidelerche) und Pflanzenarten (Sonnentau, Knabenkräuter und Rosmarinheide).

## Schutzprojekt
Um den durch Kultivierung und Besiedlung entstandenen rasanten Landschaftsveränderungen entgegenzuwirken und die natürlichen Biotope sowie die dort heimischen bedrohten Pflanzen- und Tierarten zu schützen, wurde von den sechs umliegenden Kommunen das Projekt Weißes Venn: Auf dem Weg in die Zukunft ins Leben gerufen. Coesfeld, Dülmen, Gescher, Heiden, Reken und Velen reichten am 13. Mai 2012 gemeinsam eine Projektskizze bei der Regionale 2016 ein. Das interkommunale Nutzungs- und Handlungskonzept wurde 2014 in den B-Status erhoben.